# Iliana Rupert
Iliana Rupert (Sèvres, 12 de julho de 2001) é uma jogadora francesa de basquete profissional que atualmente joga pelo Las Vegas Aces da Women's National Basketball Association (WNBA).
Ela conquistou a medalha de bronze nos Jogos Olímpicos de Verão de 2020 com a seleção da França. Nos Jogos Olímpicos de Verão de 2024, em Paris, conquistou a medalha de prata no torneio feminino do basquetebol, após confronto na final contra a equipe dos Estados Unidos.